# Жужелиця дама
Жужелиця дама (Carterus dama) — вид комах з родини Carabidae.

## Морфологічні ознаки
Завдовжки 7-10 мм. Тіло сплющеновидовжене, густо точковане та волохате. Чорний або чорно-бурий. Голова самців з довгими рогоподібними виростами та крилоподібно розширеними мандибулами.

## Поширення
Схід Південної Європи, Передня Азія, Кавказ та Копетдаг.
Поодинокі особини знаходили на крайньому півдні Степу України та в Криму.

## Особливості біології
Не вивчені. Ксерофільний рослиноїдний вид. Зареєстрований у травні-червні. Імовірно, зимують як імаго, так і та личинки.

## Загрози та охорона
Загрози: зникнення цілинних степових ділянок.
Рекомендований до охорони в степових заповідниках України.